# Strigă!
Strigă! este un single din 2014 al rapper-ului Puya și al celebrei cântărețe Inna. Piesa a fost promovată în Europa prin intermediul caselor de înregistrări Scandalos Music și MusicExpertCompany.

## Lansări și clasamente
Piesa „Strigă!” urma să fie lansat la data de 25 iunie 2014, dar din probleme economice, promovarea a fost grăbită. Piesa s-a bucurat de succes în România, intrând pe prima poziție în topul postului de radio Puya FM. În 2015 pe site-ul oficial al lui FreakaDaDisk a apărut o versiune remixată intitulată "Striga! (FreakaDaDisk Remix- Mafia Strigă pe viață)" alături de colegii Ombladon și Cheloo.

## Evoluția în clasamente
| Clasamentul (2014)              | Poziția maximă |  |
| ------------------------------- | -------------- |  |
| Alfa Radio                      | 5              |  |
| Bulgaria Singles Top 40 Hip Hop | 1              |  |
| Eska Fm                         | 1              |  |
| European MTV Rap chart          | 4              |  |
| Kiss FM Fresh Top 40            | 1              |  |
| Mad Tv Bulgaria                 | 1              |  |
| Maxima Fm Top 5                 | 1              |  |
| Nielsen Airplay Chart           | 5              |  |
| Number One Fm Turkey            | 2              |  |
| Radio 21                        | 3              |  |
| Radio Zu                        | 2              |  |
| Romanian Top 100                | 1              |  |
| Puya FM                         | 1              |  |
| Billboard 200                   | 150            |  |